# Yokoshiba-Hikari (Chiba)
Yokoshiba-Hikari (jap. 横芝光町 Yokoshiba-Hikari-machi) ist eine Kleinstadt im Kreis Sanbu der Präfektur Chiba in Japan. Am 1. April 2020 hatte die Stadt eine geschätzte Bevölkerung von 23.467 in 9771 Haushalten und eine Bevölkerungsdichte von 350 Personen pro km².

## Geografie
Yokoshiba-Hikari befindet sich im Nordosten der Bōsō-Halbinsel und grenzt im Osten an den Pazifischen Ozean. Es ist etwa 35 Kilometer von der Präfekturhauptstadt Chiba und etwa 60 bis 70 Kilometer vom Zentrum von Tokio entfernt. Die Stadt hat kein Zentrum, sondern besteht aus einer Ansammlung von Siedlungen, die über die Landschaft verstreut sind.

## Geschichte
Yokoshibahikari überspannt die Grenze zwischen den ehemaligen Provinzen Kazusa und Shimōsa. Das Dorf Asahi wurde mit der Einführung des modernen Gemeindesystems am 1. April 1889 im Bezirk Sanbu gegründet. Es änderte seinen Namen am 28. Dezember 1892 in Yokoshiba und wurde am 1. Februar 1955 zur Stadt erhoben. Die Stadt Hikari im Bezirk Sōsa entstand durch den Zusammenschluss von vier Dörfern am 3. Mai 1954. Yokoshiba-Hikari entstand durch den Zusammenschluss der Städte Hikari und Yokoshiba am 27. März 2006. Der Bezirk Sōsa wurde durch diesen Zusammenschluss aufgelöst.

## Wirtschaft
Die Landwirtschaft ist seit frühen Zeiten eine tragende Säule der Wirtschaft von Yokoshiba-Hikari. Die Stadt hat einen kühlen Winter und einen milden Sommer. Neben dem umfangreichen Reisanbau ist die Stadt ein Zentrum der Produktion von Negi, der walisischen Zwiebel, Tomaten und Kabocha, einer japanischen Winterkürbisart. In der Stadt gibt es auch Schweine- und Milchviehbetriebe. Die Stadt stellte traditionell Keramik her. Im Jahr 1991 wurde der nördliche Teil der Stadt aufgrund seiner Nähe zum internationalen Flughafen Narita als Yokoshiba-Industriepark ausgewiesen.